# Pasión y poder
 (срп. Страст и моћ) мексичка је теленовела, продукцијске куће Телевиса, снимана 2015.

## Синопсис
Еладио Гомез Луна и Артуро Монтенегро заклети су непријатељи још од младости — боре се за превласт у послу, али и за љубав прелепе Хулије, која је некада била Артурова вереница. Међутим, током једне пијанке, Артуро води љубав са другом женом, која остаје трудна. Хулија се онда из ината удаје за Еладија, који тим браком профитира на више начина: не само да је добио жену својих снова, већ је судбоносним „да” повредио свог највећег непријатеља.
Хулија је била сигурна да ће временом заволети Еладија, али није успела у томе. Будући да је болесно опседнут њоме, он није знао да цени њену пожртвованост, те ју је злостављао од првог дана. Недуго након венчања, Хулија рађа дечака Давида, али Еладио мисли да је он Артуров син и одбија да уради ДНК тест, иако његова супруга инсистира на томе, не би ли му доказала ко је отац. Са друге стране, Артуро се такође оженио, али му је супруга преминула. Када је сазнао да је Хулија родила дете његовом највећем непријатељу, одлучио је да се ожени Нином, привлачном, али хладном и амбициозном женом, која му рађа троје деце: Ерика, Данијелу и Рехину.
Тежња да буде бољи од Еладија и недостатак љубави у браку навели су Артура да се потпуно посвети послу, а образовање деце потпуно препусти супрузи. Међутим, резултат није најсјајнији: Ерик и Данијела хировити су и неодговорни, док мајка Рехини никада није поклањала довољно пажње, баш као ни Мигелу, свом пасторку, којег сматра сметњом.
Међутим, мајчино игнорисање није спречило Рехину да напредује и постане успешна у области архитектуре. Када сазна да је један од њених пројеката одобрен на важном конкурсу, стиже и вест да мора сарађивати са Давидом Гомез Луна, сином Хулије и Еладија. Упркос мржњи која годинама тиња између њихових породица, Рехина и Давид се заљубљују једно у друго, чиме довитљива судбина поново суочава Артура и Еладија. Не само да се између њихове деце родила љубав, већ је и борба за Хулијино срце оживела. Еладио зна да она никада није успела да заборави Артура и спреман је на све да је задржи крај себе. С друге стране, Нина није спремна да изгуби свог супруга и луксуз који јој пружа живот са њим, тако да склапа савез са Еладијом, постајући притом његова љубавница.
Уморни од раздвојености, Хулија и Артуро одлучују да се боре за своју љубав, али и подрже љубав Рехине и Давида, да се историја не би поновила. Њих двоје су одлучили — коцка је бачена, а улог у игри у којој се преплићу љубав, страст и моћ, може бити чак и сам живот.

## Ликови
- Артуро (Хорхе Салинас) - харизматичан и згодан човек доброг срца, који се каје јер је у младости преварио Хулију, коју и даље воли. У послу је врло способан, али заклети је непријатељ Хулијиног супруга Еладија Гомез Луне. Има четворо деце: Мигела је добио када је преварио Хулију, а из брака са Нином има Ерика, Рехину и Данијелу. Свестан је да га Нина не воли и да је с њим само због новца, па себи поставља два циља у животу: жели да поврати Хулијину љубав и заувек уништи њеног супруга Еладија.
- Еладио (Фернандо Колунга) - привлачан и одлучан човек јаког карактера. У послу му нема равног, али не уме да покаже емоције - према супрузи Хулији је груб, иако је воли. Годинама гаји нетрпељивост према Хулијином бившем веренику Артуру и одлучан је у намери да га уништии. Има двоје деце: Давида, кога сматра Артуровим сином и Франка, којег му је родила љубавница и никада га није признао, упркос томе што младић неодољиво подсећа на њега.
- Хулија (Сусана Гонзалез) - лепа је и племенита, али потлачена жена. У младости се заљубила у Артура, али се одрекла те љубави када ју је он преварио и направио дете другој жени. Прихватила је да се уда за Еладија иако га није волела. У браку проживљава пакао, а не жели да се разведе да би заштитила свог сина Давида, кога отац од рођења презире. Када се коначно освести, одлучује да се бори за своју и Артурову љубав, сматрајући да упркос свему, још има право на срећу.
- Нина (Марлен Фавела) - жена која одише сензуалношћу и ужива да буде у центру пажње. Воли да кокетира, прорачуната је и завидна. Мада ужива у браку с Артуром због аристократског положаја који јој он пружа, не воли га. Поред своје троје деце, брине се и о пасторку Мигелу, али нерадо. Мрзи Хулију, јер зна да је њен супруг још заљубљен у њу. Зато се удружује са Еладиом да је држи подаље од свог супруга, али њих двоје на крају постају љубавници.
- Давид (Хосе Пабло Минор) - привлачан и љубазан младић. Иако има много новца, врло је једноставан и неискварен. Обожава своје родитеље Хулију и Еладија. Живео је у иностранству много година, а када се врати у Мексико, шокиран је мржњом која тиња између породица Гомез Луна и Монтенегро. Када почне да ради на пројекту са Рехином, заљубљује се у њу и одлучује да се бори за ту љубав, упркос томе што зна да ће му нетрпељивост између њихових породица бити главни противник.
- Рехина (Мишел Ренауд) - веома је лепа, једноставна и племенита девојка. У животу се води срцем, због чега је мајка Нина и сестра Данијела увек гледају испод ока. Судбина на њен пут наводи Давида Гомез Луну, у кога се безнадежно заљубљује. Не марећи за годинама старо ривалство између њихових породица, одлучује да се бори за момка који је освојио њено срце, макар се због тога супротставила својим најближима.

## Глумачка постава

### Главне улоге
| Глумац:          | Улога:            |
| ---------------- | ----------------- |
| Хорхе Салинас    | Артуро Монтенегро |
| Фернандо Колунга | Еладио Гомез Луна |
| Сусана Гонзалез  | Хулија Ваљадо     |
| Марлен Фавела    | Нина Монтенегро   |

### Споредне улоге
| Глумац:          | Улога:                 |
| ---------------- | ---------------------- |
| Мишел Ренауд     | Рехина де Монтенегро   |
| Алтаир Харабо    | Консуело де Монтенегро |
| Ирина Баева      | Данијела Монтенегро    |
| Алехандро Нонес  | Ерик Монтенегро        |
| Ђаума Матеу      | Мигел Монтенегро       |
| Хосе Пабло Минор | Давид Гомез Луна       |
| Данило Карера    | Франко Гомез Луна      |
| Ерика Гарсија    | Марибел Гомез Луна     |
| Фабиола Гухардо  | Габријела Дијаз        |
| Марко Мендез     | Агустин                |
| Енрике Монтањо   | Хустино                |
| Херардо Албаран  | Kajao                  |
| Борис Дуфлос     | Франциско              |
| Ракел Олмедо     | Хисела Фуентес         |
| Луис Бајардо     | Умберто Ваљадо         |
| Алехандро Арагон | Алдо                   |
| Ракел Гарса      | Петра                  |
| Пилар Ескаланте  | Анхелес                |
| Оскар Медељин    | Џошуа                  |
| Данијела Фридман | Маринтија              |
| Хорхе Болањос    | Сантос                 |
| Викторија Камаћо | Монсерат               |
| Хема Гароа       | Клара Алварес          |